# Lérab Ling
Lérab Ling is een Tibetaans boeddhistisch rigpa-retraitecentrum nabij Lodève in het Franse departement Hérault (regio Languedoc-Roussillon).
Het klooster behoort tot de nyingmaschool en werd opgericht in 1991 door Sogyal Rinpoche, Lérab Lingpa, die een van de leraren was van de dertiende dalai lama Thubten Gyatso. In 2002 werd Lérab Ling erkend als officiële religieuze broederschap.
Op 22 augustus 2008 werd het centrum ingezegend door de veertiende dalai lama Tenzin Gyatso. Dit was ten tijde van zijn bezoek aan Frankrijk tijdens de Olympische Zomerspelen 2008 in Peking.

## Galerie

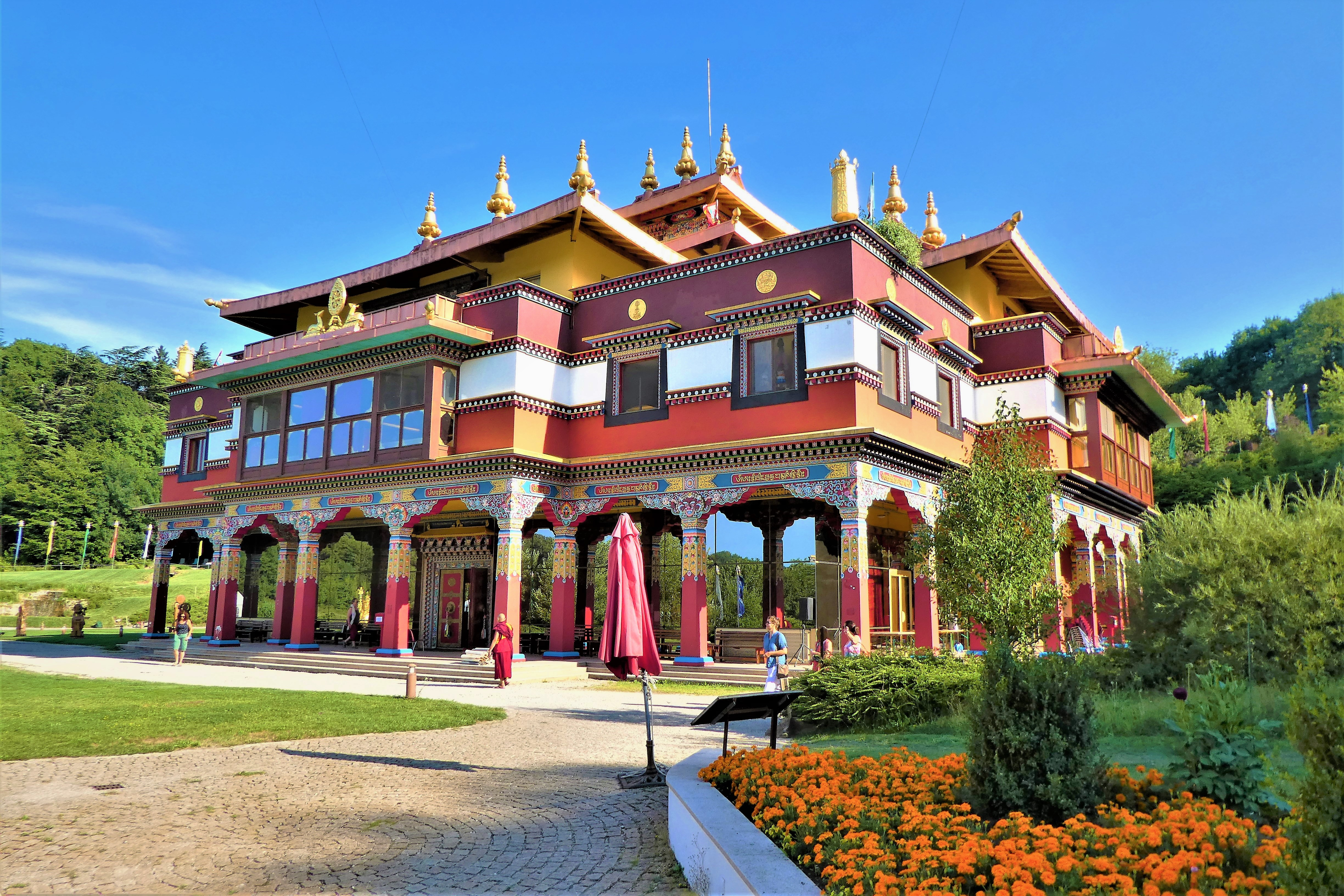
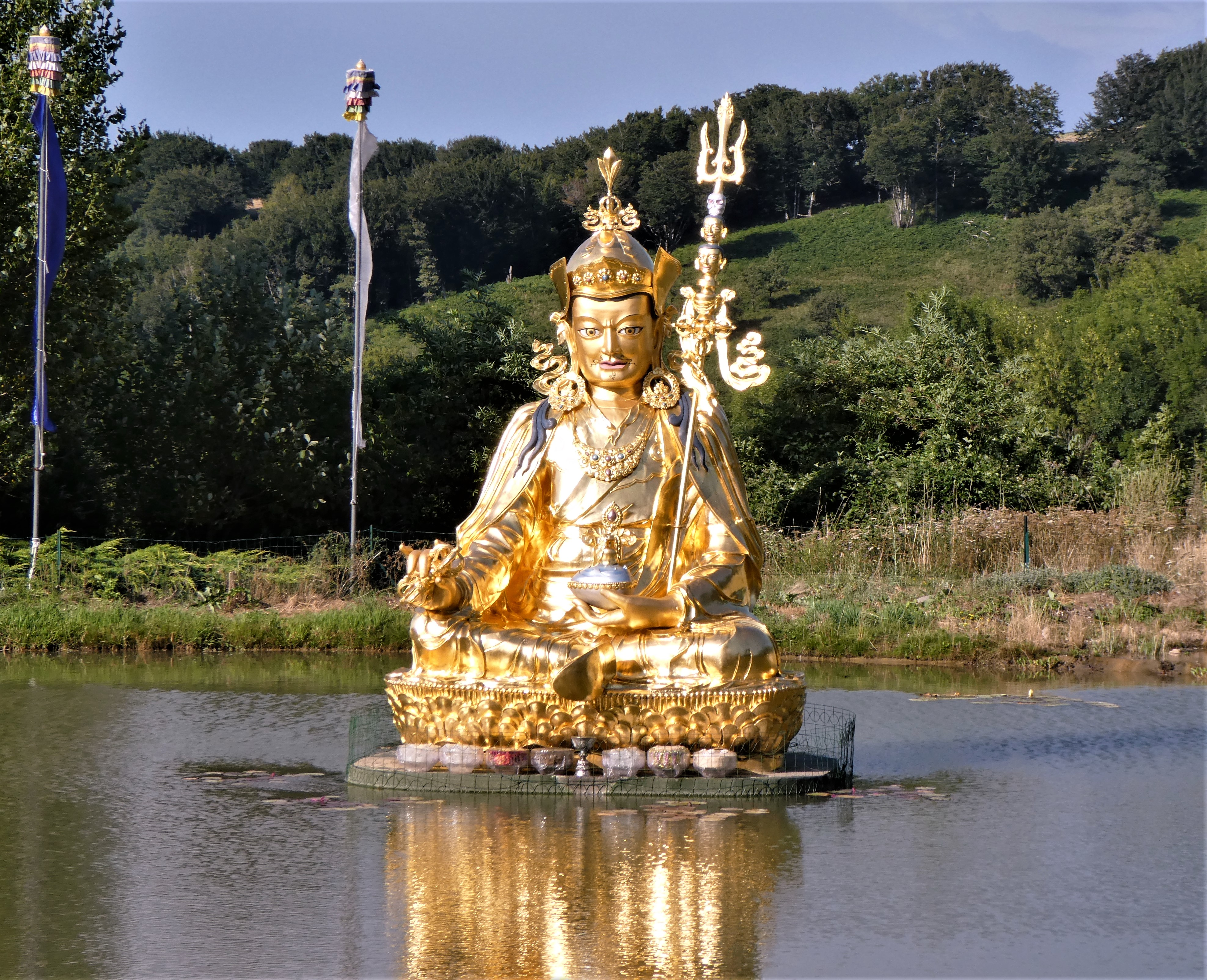
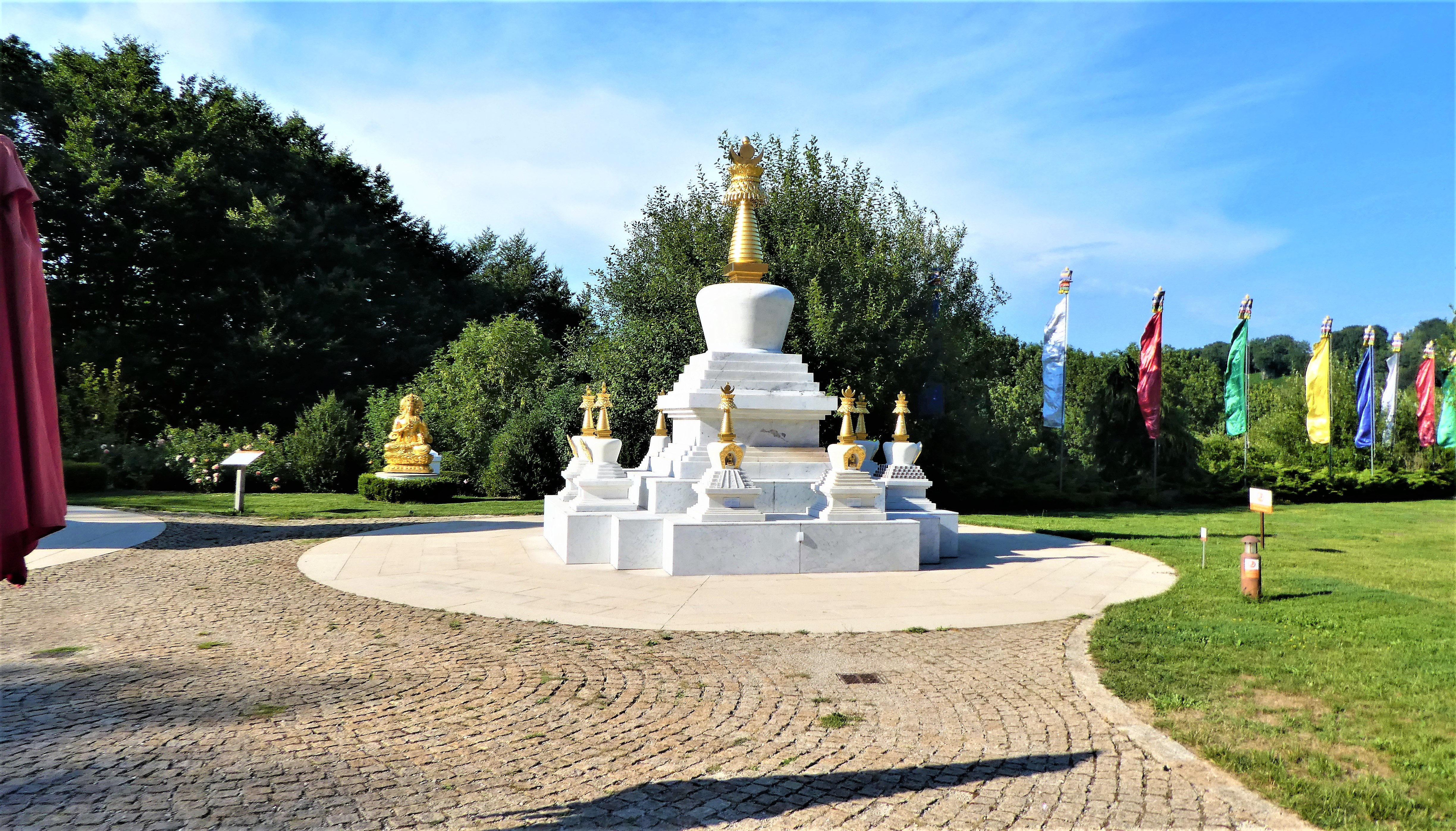
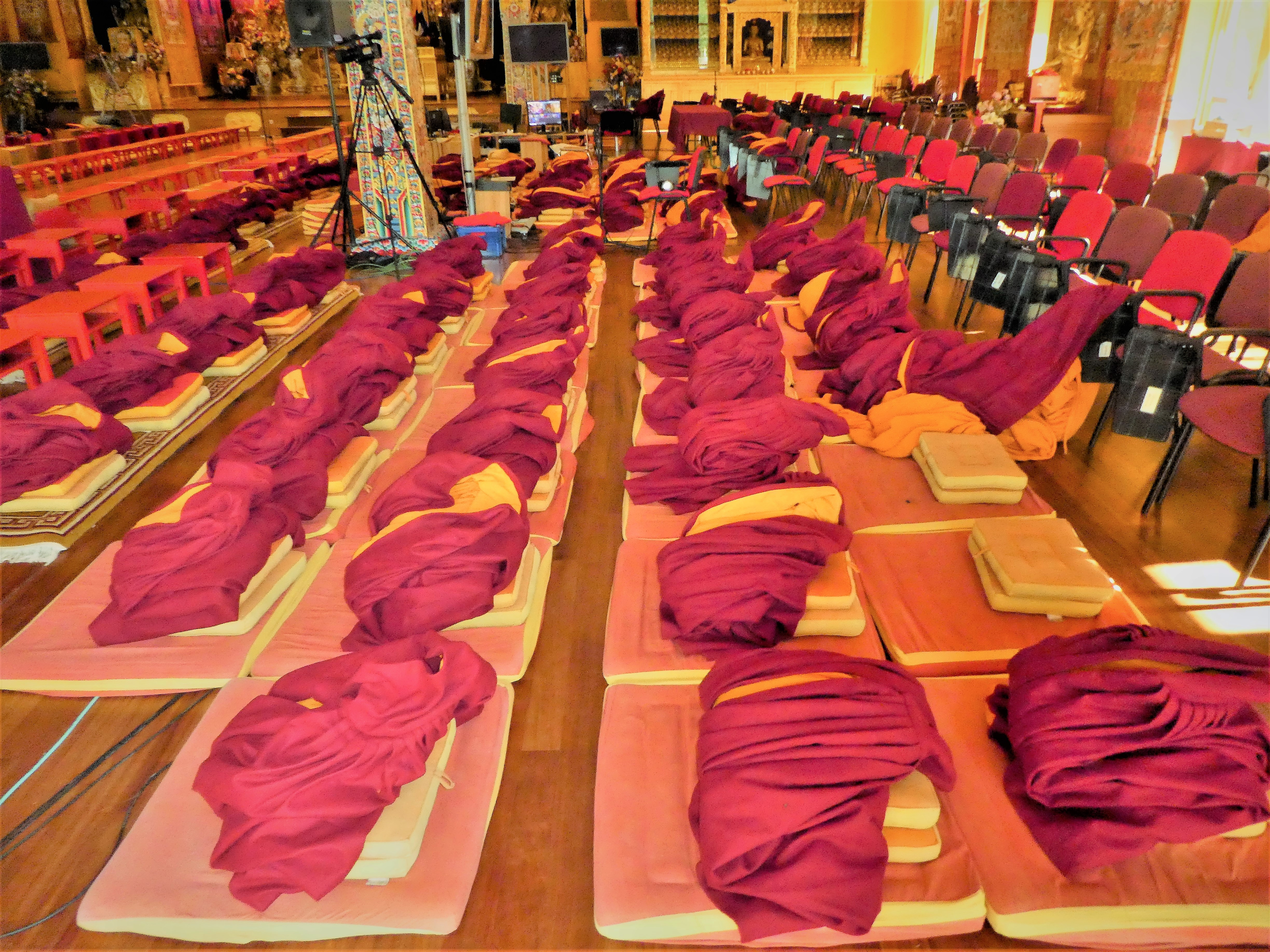
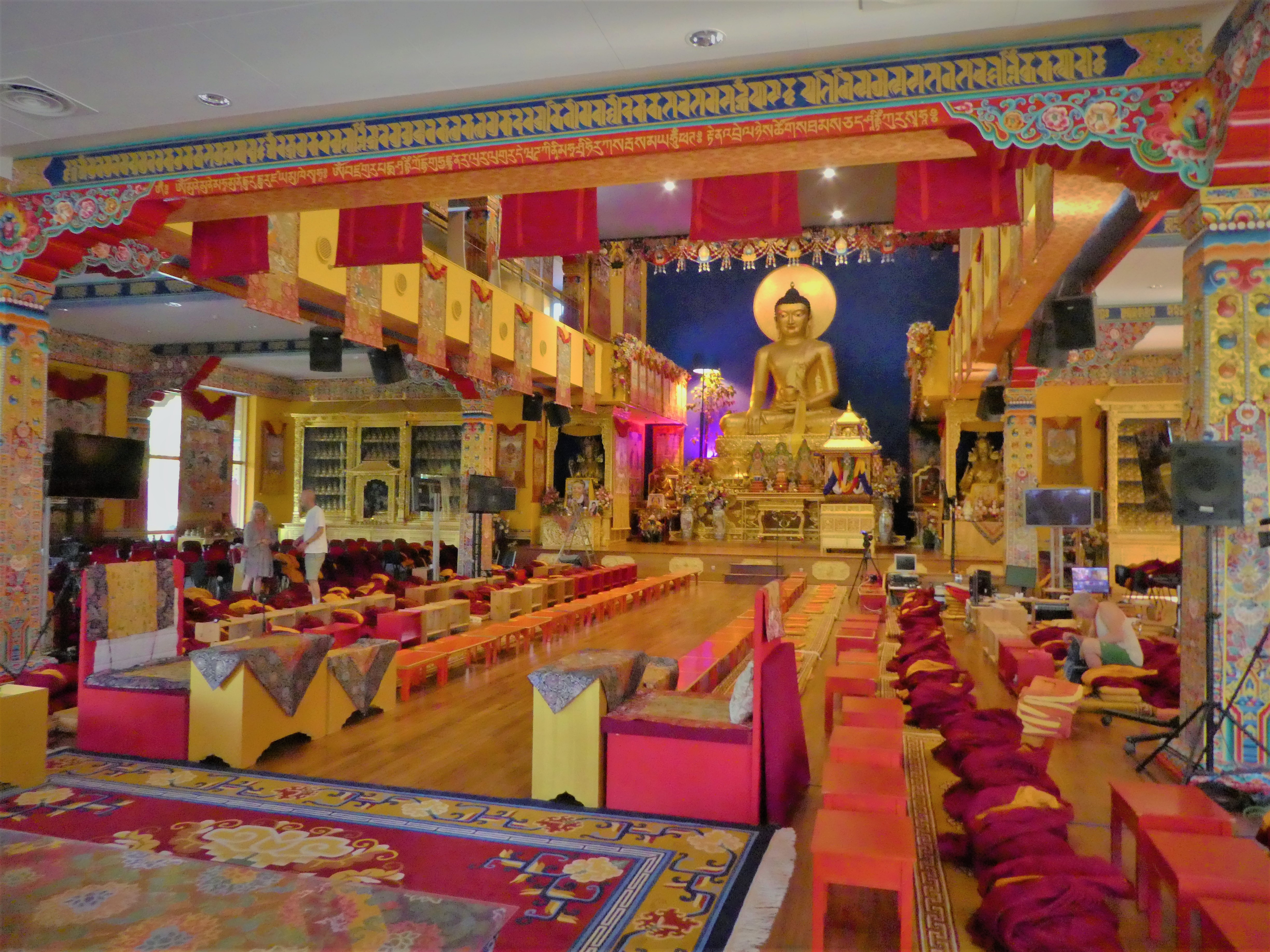